# Virginie Arnold
Virginie Arnold (ur. 24 grudnia 1979 w Biscarrosse) – francuska łuczniczka, reprezentantka klubu St Medard Archers des Jalles.
Podczas igrzysk olimpijskich w 2008 przeszła rundę rankingową z 626 punktami, co dało jej rozstawienie z numerem 39. W pierwszej rundzie trafiła na rozstawioną z numerem 26 reprezentantkę USA Khatunę Lorig, z którą przegrała 105-107. Wzięła także udział w zawodach drużynowych (wspólnie z Bérengère Schuh i Sophie Dodemont). Francuski zespół miał po rundzie rankingowej 1903 punkty. W pierwszej rundzie Francuzki miały wolny los. W ćwierćfinale pokonały Polskę 218-211. W półfinale zbyt mocne dla francuskiej drużyny okazały się Koreanki, które wygrały 213-184. W pojedynku o trzecie miejsce Francja wygrała z Wielką Brytanią 203-201.